# Viktorivka, Kozova
Viktorivka (în ucraineană Вікторівка) este o comună în raionul Kozova, regiunea Ternopil, Ucraina, formată numai din satul de reședință.

## Demografie
Componența lingvistică a comunei Viktorivka
     Ucraineană (99,3%)
     Alte limbi (0,69%)
Conform recensământului din 2001, majoritatea populației comunei Viktorivka era vorbitoare de ucraineană (99,3%), existând în minoritate și vorbitori de alte limbi.